# Bistum Araguaína
Das Bistum Araguaína (lat.: Dioecesis Araguainensis) ist eine in Brasilien gelegene römisch-katholische Diözese mit Sitz in Araguaína im Bundesstaat Tocantins. 

## Geschichte
Das Bistum Araguaína wurde am 31. Januar 2023 durch Papst Franziskus aus Gebietsabtretungen der Bistümer Tocantinópolis und Miracema do Tocantins errichtet. Das Bistum wurde dem Erzbistum Palmas als Suffraganbistum unterstellt. Zum ersten Bischof wurde der bisherige Bischof von Tocantinópolis, Giovane Pereira de Melo, ernannt.
Das Territorium des Bistums umfasst neben der Stadt Araguaína die politischen Gemeinden Aragominas, Araguanã, Arapoema, Babaçulândia, Bandeirantes do Tocantins, Barra do Ouro, Campos Lindos, Carmolândia, Filadélfia, Goiatins, Muricilândia, Nova Olinda do Tocantins, Palmeirante, Pau d’Arco, Piraquê, Santa Fé do Araguaia, Xambioá und Wanderlândia.